# قلعة برتغاليون
قلعة برتغاليون هي قلعة تاريخية تعود إلى عصر السلالة الصفوية، وتقع في تيس.